# Abadia de Goiás
Abadia de Goiás est une municipalité brésilienne de l'État de Goiás et la microrégion de Goiânia.